# Kreis Pápa
Pápa (ungarisch Pápai járás) ist ein Kreis im Norden des ungarischen Komitats Veszprém. Er grenzt im Süden an die Kreise Devecser und Ajka, im Südosten an den Kreis Zirc. Im Norden (Kreise Csorna, Tét, Győr) und Osten (Kreis Pannonhalma) bildet das Komitat Győr-Moson-Sopron die Grenze.

## Geschichte
Im Zuge der ungarischen Verwaltungsreform wurden Anfang 2013 nahezu alle Gemeinden aus dem Kleingebiet Pápa (ungarisch Pápai kistérség) in den gleichnamigen Nachfolgekreis übernommen. Lediglich die Gemeinde Farkasgyepű wurde an den Kreis Ajka abgegeben, dafür kam vom Kleingebiet Ajka die Gemeinde Bakonypölöske in den Kreis Pápa. Der Kreis zählt 49 Gemeinden, das ist die höchste Zahl pro Kreis im Komitat Veszprém.

## Gemeindeübersicht
Der Kreis Pápa hat eine durchschnittliche Gemeindegröße von 1.175 Einwohnern auf einer Fläche von 20,86 Quadratkilometern. Die Bevölkerungsdichte des größten und zweitbevölkerungsreichsten Kreises liegt unter dem Komitatswert. Der Kreissitz befindet sich in der einzigen, zentral gelegenen Stadt Pápa.
| Gemeinden         | Status   | Herkunft Kleingebiet | Einwohnerzahl | Einwohnerzahl | Einwohnerzahl | Fläche (km²) | Bevölkerungs- dichte (Ew./km²) |
| Gemeinden         | Status   | Herkunft Kleingebiet | 01.10.2011    | 01.01.2013    | 01.01.2016    | 01.01.2016   | Bevölkerungs- dichte (Ew./km²) |
| ----------------- | -------- | -------------------- | ------------- | ------------- | ------------- | ------------ | ------------------------------ |
| Adásztevel        | Gemeinde | Pápa                 | 833           | 801           | 763           | 8,37         | 91,2                           |
| Bakonyjákó        | Gemeinde | Pápa                 | 649           | 634           | 650           | 47,18        | 13,8                           |
| Bakonykoppány     | Gemeinde | Pápa                 | 188           | 192           | 195           | 6,83         | 28,6                           |
| Bakonypölöske     | Gemeinde | Ajka                 | 375           | 373           | 378           | 11,04        | 34,2                           |
| Bakonyság         | Gemeinde | Pápa                 | 52            | 49            | 49            | 8,56         | 5,7                            |
| Bakonyszentiván   | Gemeinde | Pápa                 | 209           | 220           | 221           | 9,14         | 24,2                           |
| Bakonyszücs       | Gemeinde | Pápa                 | 317           | 322           | 299           | 35,21        | 8,5                            |
| Bakonytamási      | Gemeinde | Pápa                 | 638           | 627           | 601           | 20,49        | 29,3                           |
| Béb               | Gemeinde | Pápa                 | 243           | 240           | 250           | 7,04         | 35,5                           |
| Békás             | Gemeinde | Pápa                 | 219           | 216           | 195           | 6,52         | 29,9                           |
| Csót              | Gemeinde | Pápa                 | 985           | 1.003         | 962           | 20,02        | 48,1                           |
| Dáka              | Gemeinde | Pápa                 | 644           | 631           | 633           | 25,40        | 24,9                           |
| Döbrönte          | Gemeinde | Pápa                 | 248           | 246           | 238           | 10,79        | 22,1                           |
| Egyházaskesző     | Gemeinde | Pápa                 | 553           | 555           | 503           | 20,12        | 25,0                           |
| Ganna             | Gemeinde | Pápa                 | 237           | 231           | 224           | 15,47        | 14,5                           |
| Gecse             | Gemeinde | Pápa                 | 402           | 389           | 396           | 9,34         | 42,4                           |
| Gic               | Gemeinde | Pápa                 | 382           | 370           | 363           | 19,68        | 18,4                           |
| Homokbödöge       | Gemeinde | Pápa                 | 692           | 701           | 672           | 16,15        | 41,6                           |
| Kemeneshőgyész    | Gemeinde | Pápa                 | 480           | 460           | 451           | 26,08        | 17,3                           |
| Kemenesszentpéter | Gemeinde | Pápa                 | 659           | 648           | 606           | 21,35        | 28,4                           |
| Külsővat          | Gemeinde | Pápa                 | 774           | 795           | 833           | 19,31        | 43,1                           |
| Kup               | Gemeinde | Pápa                 | 466           | 475           | 456           | 24,78        | 18,4                           |
| Lovászpatona      | Gemeinde | Pápa                 | 1.195         | 1.154         | 1.099         | 49,90        | 22,0                           |
| Magyargencs       | Gemeinde | Pápa                 | 498           | 512           | 491           | 38,01        | 12,9                           |
| Malomsok          | Gemeinde | Pápa                 | 506           | 507           | 479           | 25,74        | 18,6                           |
| Marcalgergelyi    | Gemeinde | Pápa                 | 385           | 390           | 364           | 7,76         | 46,9                           |
| Marcaltő          | Gemeinde | Pápa                 | 781           | 772           | 731           | 22,09        | 33,1                           |
| Mezőlak           | Gemeinde | Pápa                 | 1.045         | 1.035         | 971           | 21,58        | 45,0                           |
| Mihályháza        | Gemeinde | Pápa                 | 759           | 782           | 774           | 21,52        | 36,0                           |
| Nagyacsád         | Gemeinde | Pápa                 | 637           | 637           | 593           | 13,96        | 42,5                           |
| Nagydém           | Gemeinde | Pápa                 | 354           | 347           | 357           | 13,32        | 26,8                           |
| Nagygyimót        | Gemeinde | Pápa                 | 561           | 567           | 542           | 23,44        | 23,1                           |
| Nagytevel         | Gemeinde | Pápa                 | 503           | 512           | 518           | 14,41        | 35,9                           |
| Nemesgörzsöny     | Gemeinde | Pápa                 | 727           | 723           | 701           | 19,25        | 36,4                           |
| Nemesszalók       | Gemeinde | Pápa                 | 941           | 923           | 882           | 20,56        | 42,9                           |
| Németbánya        | Gemeinde | Pápa                 | 85            | 94            | 93            | 12,19        | 7,6                            |
| Nóráp             | Gemeinde | Pápa                 | 211           | 205           | 210           | 7,58         | 27,7                           |
| Nyárád            | Gemeinde | Pápa                 | 902           | 951           | 933           | 19,79        | 47,1                           |
| Pápa              | Stadt    | Pápa                 | 31.845        | 31.528        | 31.011        | 91,62        | 338,5                          |
| Pápadereske       | Gemeinde | Pápa                 | 272           | 286           | 264           | 5,75         | 45,9                           |
| Pápakovácsi       | Gemeinde | Pápa                 | 567           | 573           | 595           | 13,92        | 42,7                           |
| Pápasalamon       | Gemeinde | Pápa                 | 364           | 370           | 356           | 13,96        | 25,5                           |
| Pápateszér        | Gemeinde | Pápa                 | 1.154         | 1.166         | 1.158         | 30,74        | 37,7                           |
| Takácsi           | Gemeinde | Pápa                 | 867           | 882           | 844           | 19,13        | 44,1                           |
| Ugod              | Gemeinde | Pápa                 | 1.435         | 1.402         | 1.341         | 62,79        | 21,4                           |
| Vanyola           | Gemeinde | Pápa                 | 557           | 540           | 510           | 19,51        | 26,1                           |
| Várkesző          | Gemeinde | Pápa                 | 162           | 152           | 148           | 6,41         | 23,1                           |
| Vaszar            | Gemeinde | Pápa                 | 1.519         | 1.507         | 1.444         | 33,69        | 42,9                           |
| Vinár             | Gemeinde | Pápa                 | 233           | 240           | 236           | 4,60         | 51,3                           |
| Kreis Pápa        |          |                      | 59.310        | 58.935        | 57.583        | 1.022,09     | 56,3                           |